# Petroglyph Point Trail
Le Petroglyph Point Trail est un sentier de randonnée du comté de Montezuma, dans le Colorado, aux États-Unis. Protégé au sein du parc national de Mesa Verde, il dessert des sites pétroglyphiques depuis le Chapin Mesa Archeological Museum. Il est lui-même classé National Recreation Trail depuis 1982.